# Bayil
Bayil est une banlieue de Bakou, la capitale de l'Azerbaïdjan.

## Géographie
Bayil se trouve au bord de la mer Caspienne, sur une faille sismique. Dans la nuit du 6 mars 2000, un Séisme a causé la destruction de nombreuses maisons et boutiques. Entre 2003 et 2008, les autorités décident de raser les maisons trop exposées : plusieurs centaines de familles doivent déménager.
Bayil est la base du Département de forage exploratoire offshore de la baie de Bayil ("Bayil Limani" Offshore Exploratory Drilling Department), filiale de la compagnie pétrolière nationale SOCAR.

## Histoire

### Château submergé

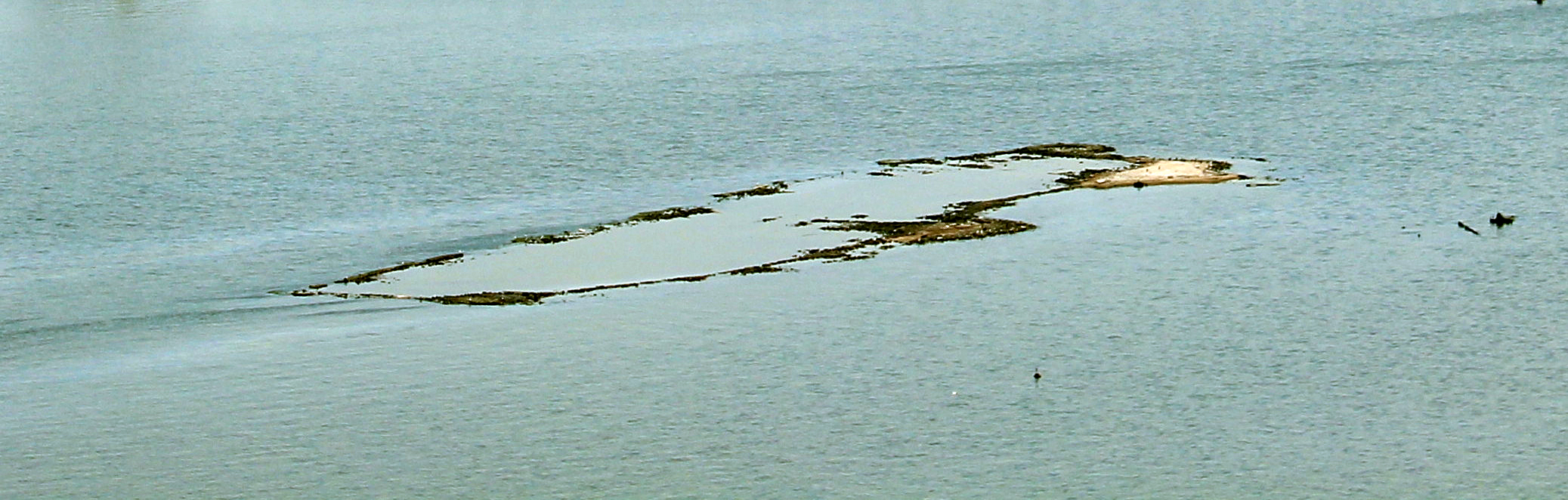
Ruines du château submergé, 2013.

L'ancien château de Bayil ou Sabayil (azéri : Bayıl qalası, persan : قصر باییل  Qasr-e Bayil), construit vers 1234-1235 sous la dynastie des Chirvanchah, est aujourd'hui submergé du fait des fluctuations de niveau de la mer Caspienne. Selon une légende locale, le château a été construit sous la mer et un couvercle de pierre le protégeait de l'eau jusqu'à ce que le conquérant Alexandre le Grand, sur le conseil d'Aristote, utilise une substance qui lui permettait de dissoudre la pierre : la mer a alors inondé Sabayil. Le château, enceinte trapézoïdale de 180 × 40 m, était à la fois une forteresse et un palais. Cependant, les portes, trop étroites pour des chameaux et des chevaux, excluent son usage comme caravansérail. Selon le géographe local Abdurrashid Al-Bakuvi, écrivant vers 1430, Bakou avait deux forteresses, la Tour de la Vierge, qui a résisté à l'invasion mongole au XIIIe siècle, et un autre château sur une île qui, au contraire, a été détruit et abandonné. Son site, redécouvert au XIXe siècle, fait l'objet de fouilles archéologiques. Plus de 700 inscriptions sur pierre, en arabe et persan, y ont été trouvées entre 1939 et 1969.

### Prison

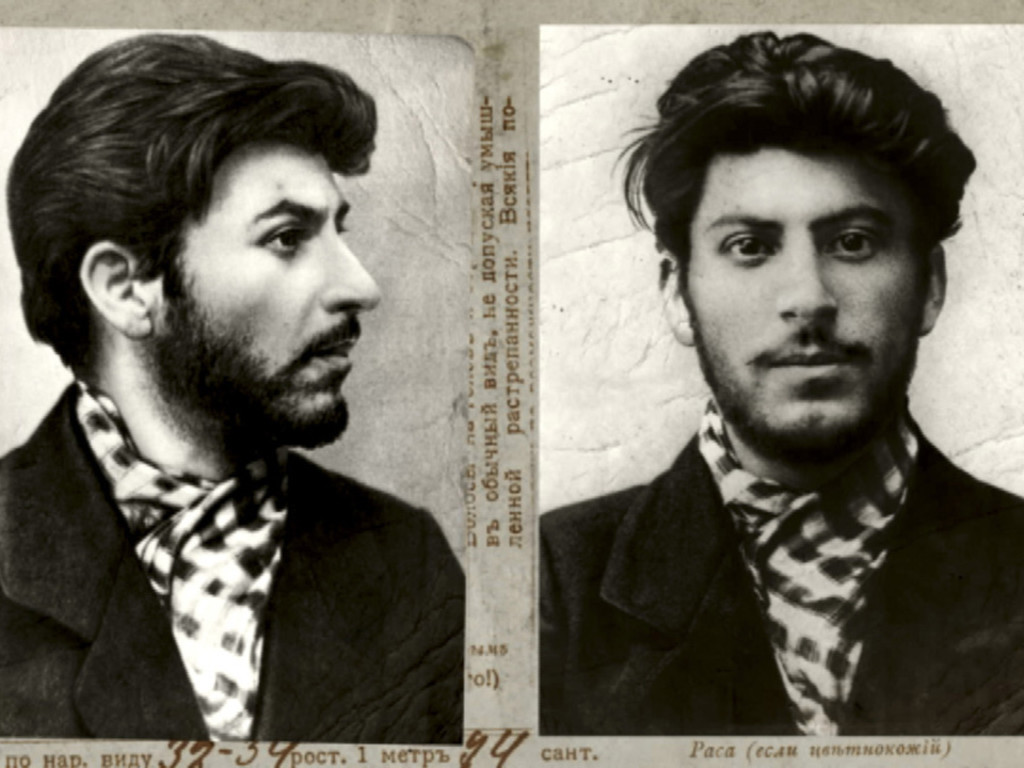
Joseph Staline alias « Koba », photo de police, 1902.

Au XIXe siècle, Bayil appartient au gouvernement de Bakou, partie de la vice-royauté du Caucase. En 1858, la marine impériale russe y aménage une caserne. En 1885, le tsar Alexandre III la transfère à l'administration civile pour être convertie en centre pénitentiaire. La prison de Bayil (ru) est mise en service en janvier 1888. En 1898, elle est dotée d'une église consacrée à saint Nicolas de Myre. Au début du XXe siècle, la prison est surpeuplée avec 1 500 détenus pour 400 places. Le révolutionnaire Iossif Vissarionovitch Djougachvili, alors connu sous le pseudonyme de « Koba » et plus tard de Staline, y est enfermé de mars à septembre 1908, avec son compagnon Grigory Ordjonikidze (« Sergo »), en attendant sa déportation en Sibérie. Staline passe pour le premier prisonnier à avoir pu s'évader de Bayil. Par la suite, le culte de la personnalité vaudra à la cellule no 39, où il avait séjourné, d'être convertie en musée jusqu'à la déstalinisation.
Sous le régime soviétique, la prison de Bayil est de nouveau utilisée pour les prisonniers politiques. Ummugulsum Sadigzade, veuve d'un homme exécuté pendant les purges staliniennes, y séjourne de 1937 à 1944. Elle laisse un journal où elle témoigne des dures conditions de détention et écrit ce poème :
Il est de nouveau minuit passé

Et de nouveau, je ne puis dormir,

Ce sont les eaux de la Caspienne,

Si effrayantes dans l'obscurité et qui n'ont pas de repos.

Brisez cette tour avec vos vagues —  

Cette tour qui nous emprisonne derrière ces murs,

Noyez-la de vos vagues,

Cette tour qui nous tient sous un sort implacable.

Quelle est notre faute ? Qu'avons-nous fait ?

Vous posez la question car ils ne me donnent pas le droit de parler.

Qu'avons-nous fait dont il faudrait avoir honte ?

Vous posez la question car ils ne me donnent pas le droit de parler.
Le bâtiment no 5 de la prison de Bailov servait à détenir les condamnés à mort. La peine capitale n'étant plus appliquée effectivement à partir de 1993, les condamnés pouvaient y rester indéfiniment. En octobre 1994, dix condamnés à mort parviennent à s'en évader : c'est la première fuite réussie depuis celle de Staline.
Au début de 2003, bien que le vice-président du Parlement Ilham Aliyev affirme qu'il n'y a pas de prisonniers politiques en Azerbaïdjan, une mission du Conseil de l'Europe en rencontre plusieurs à Bayil. Les conditions de détention paraissent décentes mais les détenus peuvent être transférés arbitrairement à la prison de Gobustan au régime beaucoup plus dur. Un peu plus tard, en octobre 2003, au lendemain des élections présidentielles de 2003 en Azerbaïdjan (en), l'ONG Human Rights Watch recueille des témoignages de prisonniers torturés à la prison de Bayil sur le soupçon d'appartenance au parti d'opposition Müsavat.
En juillet 2009, la prison de Bayil est démolie et ses détenus transférés à la nouvelle prison de Kürdəxanı (en), plus proche des standards européens. Le terrain libéré sert à aménager la place du drapeau national.

### Centrale thermique

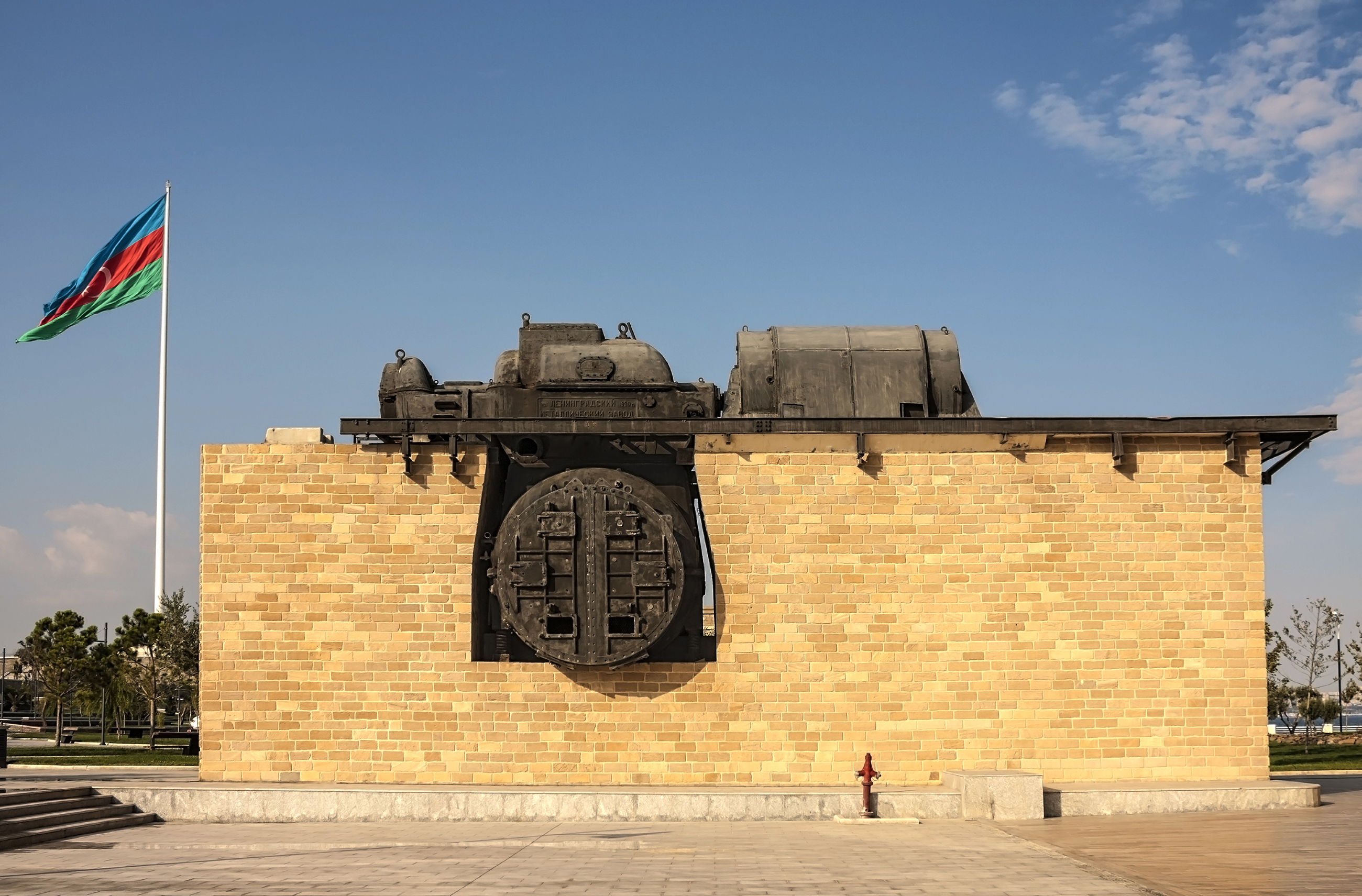
Centrale électrique de Bayil, 2015.

Au début du XXe siècle, la région de Bakou se dote des premières centrales électriques, construites par les frères Nobel pour les besoins de la production pétrolière plutôt que pour les besoins locaux en éclairage. Après la mise en place du régime soviétique en 1920, les centrales de Black City (aujourd'hui White City) et de Bayil sont nationalisées. Celle de Bayil reçoit le nom de Krassine, en hommage à un dirigeant bolchevik. Dans les années 1940, sa capacité est accrue pour répondre aux besoins du forage pétrolier en profondeur.

### Base navale

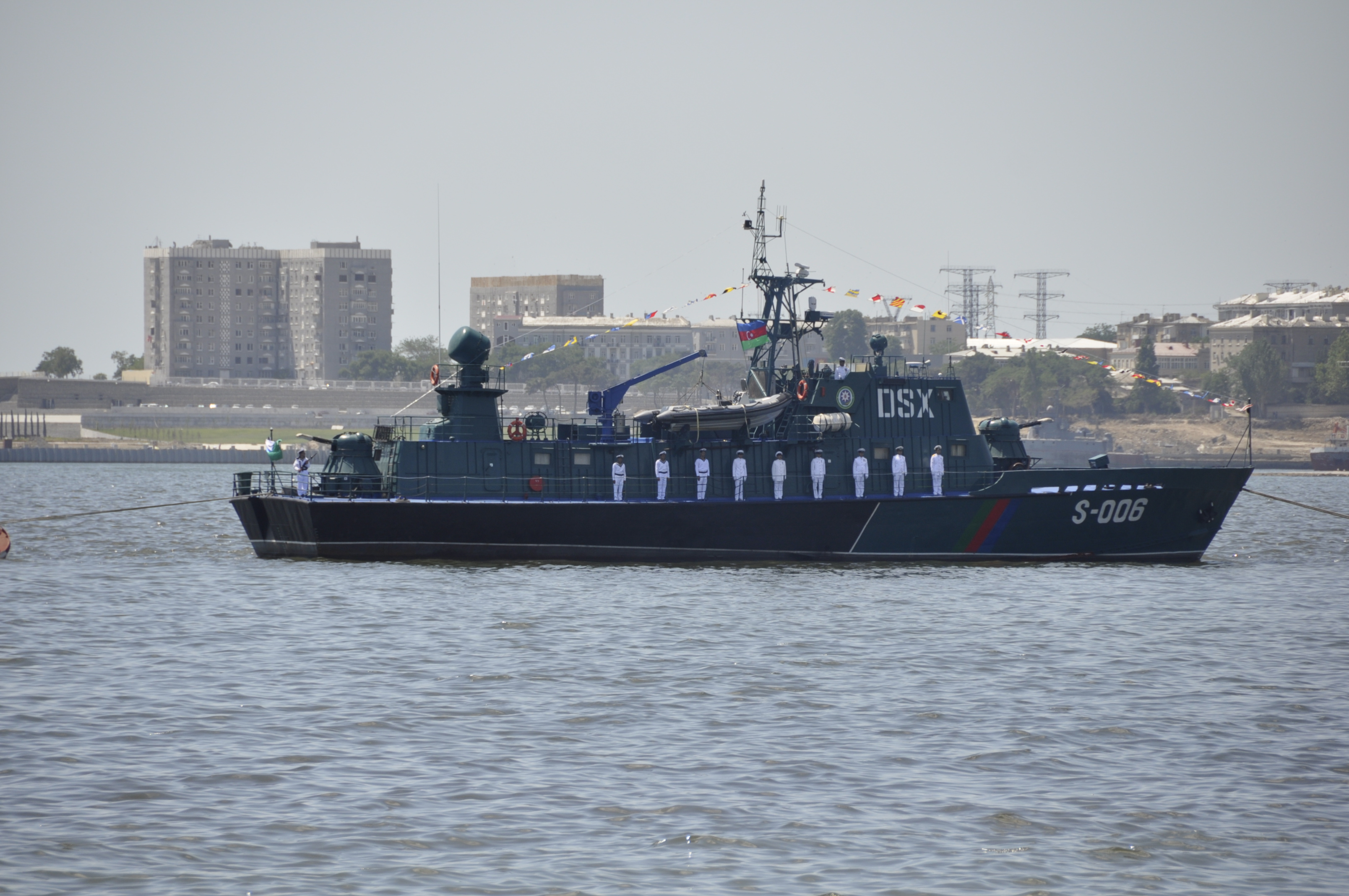
Parade militaire de la marine azerbaïdjanaise, 26 juin 2011.

Bayil a été la principale base de la Marine soviétique sur la mer Caspienne, puis celle de la Marine azerbaïdjanaise jusqu'en 2011. L'extension du quartier de la place du drapeau national, en 2011, conduit au retrait de la base qui est transférée à Bibiheybat et Zığ (en) puis à Alat (en).

### Baku Crystal Hall
En mai 2011, après la victoire de l'Azerbaïdjan au Concours Eurovision de la chanson, le gouvernement décide la construction d'un nouveau centre de spectacle à Bayil, le Baku Crystal Hall, pour accueillir l'édition de 2012. Cette décision entraîne l'expulsion précipitée de nombreux riverains.